# Массовая слежка в Китайской Народной Республике

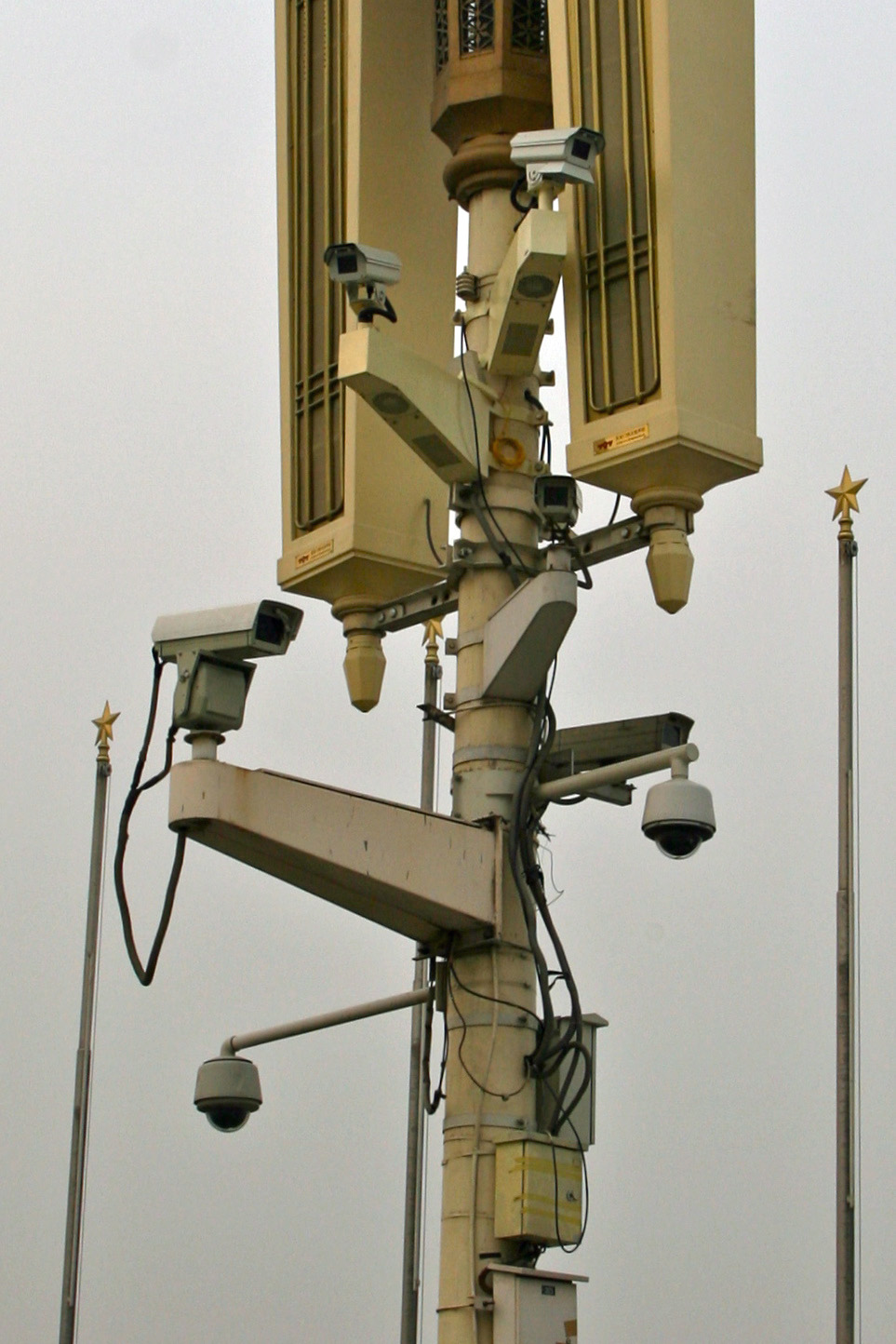
Камеры слежения на площади Тяньаньмэнь

Массовая слежка за гражданами в Китае является широко распространенной практикой на всей территории страны.
Интенсивность и характер слежки зависят от специфики регионов. Например, в Тибете все пользователи мобильных телефонов и Интернета должны быть зарегистрированы под своим настоящим именем, поскольку «регистрация подлинного имени способствует защите личной информации граждан и сдерживанию распространения вредной информации». В июне 2013 года правительство КНР сообщило, что эти требования в отношении тибетцев реализованы в полной мере. В знак протеста против этой политики более 100 тибетцев подвергли себя самосожжению.
В декабре 2013 года заместитель министра промышленности и информатизации потребовал от одного из крупнейших национальных операторов мобильной и стационарной телефонной связи China Telecom регистрировать абонентов только под настоящими именами и «регулировать распространение нежелательной информации в сети» в 2014 году.
Государственными учреждениями КНР в стране установлено более 20 миллионов камер видеонаблюдения. По данным официальной статистики, в 2012 году камеры видеонаблюдения были установлены в 660 из 676 городов континентального Китая. Например, в провинции Гуандун было установлено 1,1 млн камер, при этом планировалось увеличение их числа до 2 миллионов к 2015 году, стоимость этого мероприятия оценивалась в 12,3 млрд юаней. По заявлениям китайских властей, в течение четырёх лет до 2012 года благодаря системам видеонаблюдения было раскрыто порядка 100 тысяч преступлений. Согласно неофициальным оценкам, «одной из самых важных целей создания интеллектуальной системы видеонаблюдения является расправа с социальными протестами манифестантов и диссидентов».
По сообщениям китайских властей, в 2013 году уровень загрязнения атмосферы в некоторых китайских городах стал представлять угрозу безопасности, поскольку камеры видеонаблюдения в этих условиях оказались бесполезными.
В 2011 году Комитет по науке и технике мэрии Пекина предложил программу отслеживания мобильных телефонов под названием «Информационная платформа движения граждан в реальном времени» (Information Platform of Realtime Citizen Movement), которое было якобы предназначено для улучшения транспортного потока на улицах города.
В январе 2014 года Управление по делам печати, книгоиздания, радио, кино и телевидения объявило, что пользователи, которые хотят загружать видео на китайских веб-сайтах, должны быть зарегистрированы под своими настоящими именами. Согласно разъяснениям представителей Управления, это требование должно было «предотвратить вульгарное содержание, чрезмерное насилие и изобилие сексуальных сцен в интернет-видео, которое оказывает отрицательное влияние на общество».